# Canon de 41 cm/45 Type 3ème Année
Le canon de 41 cm/45 Type 3ème Année (四十五口径三年式四一糎砲, Yonjūgo-kōkei sannenshiki yonjūichi-senchi-hō) est un canon naval utilisé par la Marine impériale japonaise pendant la Seconde Guerre mondiale.
Il équipait les deux cuirassés de la Classe Nagato ainsi que quelques batteries côtières durant l'entre deux guerres jusqu'à la fin de la Guerre du Pacifique. Plusieurs exemplaires sont exposés au Japon, issus des modernisations des Nagato durant leur service, ainsi que des opérations de récupération de l'épave du Mutsu durant les années 1970.

## Description
Ce canon avait une construction "bobinée" (type d'assemblage commun pour l'artillerie navale lourde de la période) mesurant 18,84 m, dont 18,394 m de filetage.
Il pesait 102 000 kg, en comptant le bloc de culasse Welin, avec une chambre de 467,11 L de volume et utilisait le mécanisme Elswick à "bras court à trois mouvements", similaire au Canon de marine BL de 18 pouces Mk.I (en) britannique développé à durant la même période.

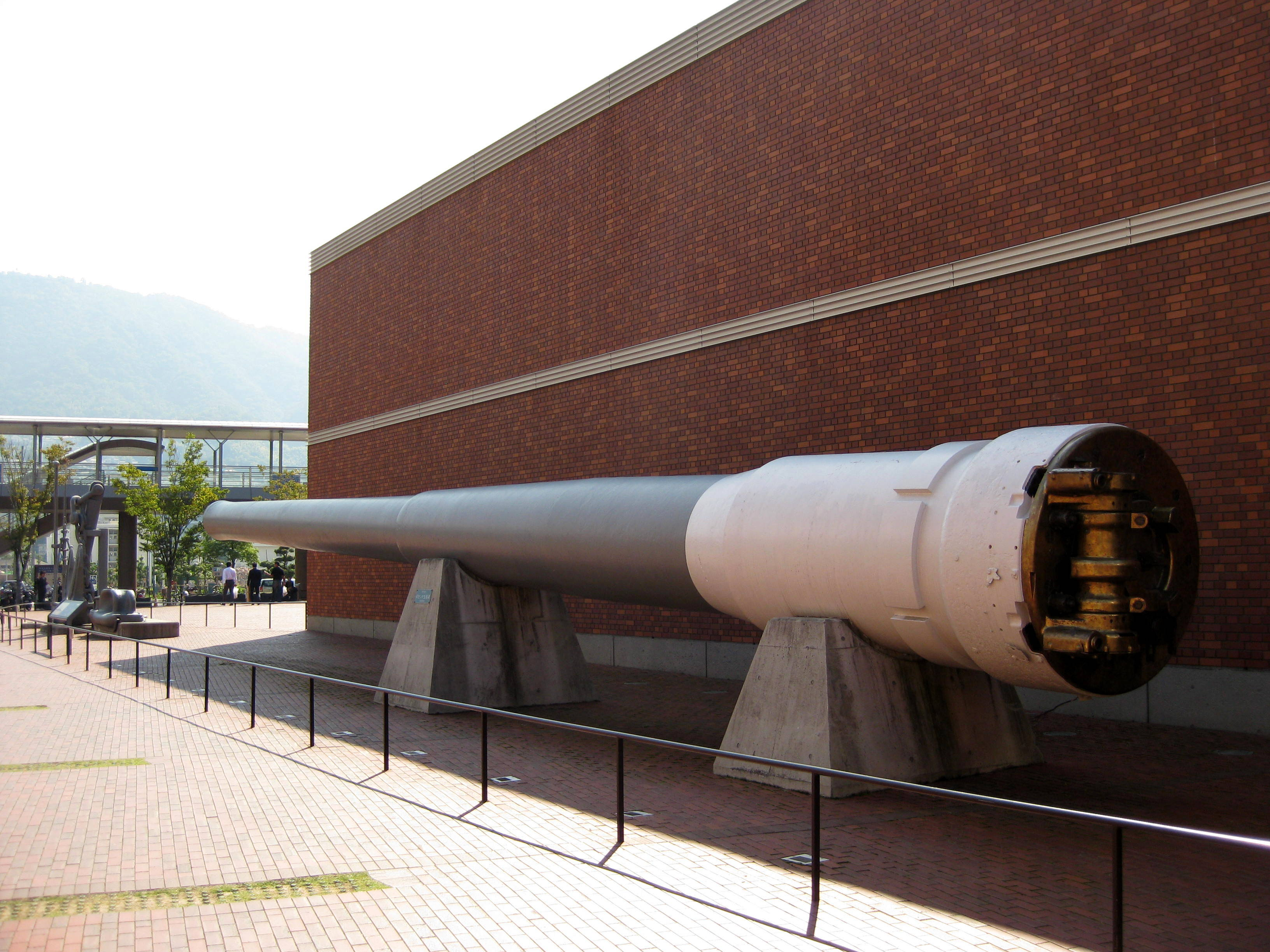
Vue arrière du canon exposé au Musée Yamato

Le canon était initialement équipé sur des tourelles doubles permettant une élévation allant de –2°/+35°, avec une cadence de tir d'environ 1 tir par 24 s. Il utilisait principalement des obus perforants coiffés, initialement Type 88 de 1 000 kg ayant une vitesse initiale de 790 m/s, qui furent remplacés en 1931 par des obus Type 91 de 790 kg plus performants, ayant une vitesse initiale de 790 m/s et une portée de 30 200 m. Étaient également utilisés des obus explosifs de Type 0 de 936 kg ayant une vitesse initiale de 805 m/s, puis à partir des années 1930 des obus antiaériens de Type 3 "San Shiki" (shrapnel incendiaire).
Les tourelles à bord de la classe Nagato furent remplacées au milieu des années 1930, utilisant les tourelles en stock qui étaient initialement prévues pour les cuirassés de la Classe Tosa annulés. Ces tourelles avaient été modifiées afin d'augmenter leur degré maximum d'élévation, maintenant de –3°/+43°, leur donnant une portée maximale de tir de 37 900 m, avec une cadence de tir améliorée à 1 tir par 21,5 s.
La dénomination officielle de ces canons était initialement "canon de 41 cm/45 Type 3ème Année", qui a été ensuite changée en "canon de 40 cm/45 Type 3ème Année" à partir du 29 mars 1922 pour mieux respecter les termes du traité naval de Washington qui interdisait alors les canons d'un calibre supérieur à 16 pouces (40,6 cm). Le "Type 3ème Année" fait référence au mécanisme de culasse Welin, dont la conception commença en 1914, soit la 3ème année de l'Ère Taishō.

## Service
Les cuirassés de la classe Nagato furent les seuls navires à être équipés ces canons, bien qu'il ait été initialement prévu de les utiliser sur les croiseurs de bataille de la Classe Amagi, et les cuirassés des classes Tosa, Kii, et Yamato, dont l'ensemble fut remanié à la suite du traité de Washington, ou à la suite d'un changement de calibre pour les Yamato.
Ces canons furent également utilisés en temps qu'artillerie côtière, servant notamment à fermer le Détroit de Tsushima, avec trois canons respectivement placés sur l'île de Tsushima, l'île Iki et à Pusan (Corée).
La tourelle initiale n°4 de Mutsu, retirée durant ses modifications d'entre guerres, est actuellement exposée à l'Académie navale impériale du Japon à Etajima, qui servait historiquement pour la formation au tir.
Durant les travaux de récupération sur le Mutsu dans les années 1970, les tourelles arrières n°4 et n°3 ont été récupérées (en août 1970 et septembre 1971 respectivement) avant d'être détruites. Seuls les canons de la tourelle n°3 persistent, l'un étant exposé au Musée Yamato de Kure, et l'autre au Musée océanographique de Tokyo à Odaiba.

## Voir Également
Cannons équivalents de la même période (cuirassés "Big Seven")
- Canon de marine de 16 pouces BL Mk I: équivalent anglais
- Canon de marine de 16 pouces/45 (en): équivalent américain